# Carlo Chiti
Carlo Chiti (né le 19 décembre 1924 à Pistoia, en Toscane et mort le 7 juillet 1994 à Milan) était un ingénieur italien, diplômé en ingénierie aéronautique de l'université de Pise, qui se spécialisa dans le sport automobile.

## Biographie
Carlo Chiti commença sa carrière chez le constructeur automobile italien Alfa Romeo en 1952, où il fut engagé comme ingénieur motoriste au département course de la marque.
En 1957 Enzo Ferrari le recruta pour remplacer l'ingénieur Fraschetti et lui confia l'étude du projet de la Ferrari 156 F1, l'une des premières voitures de course à adopter le moteur arrière. Chiti restera chez Ferrari jusqu'en 1961 quand, avec d'autres ingénieurs et techniciens dont l'ingénieur Giotto Bizzarrini, il créera la société Automobili Turismo e Sport (ATS) où il restera jusqu'en 1964.
Durant son passage chez Ferrari, les moteurs et les voitures conçues par Chiti remporteront deux titres mondiaux de Formule 1, en 1958 avec Mike Hawthorn et en 1961 avec Phil Hill comme pilotes.
En 1966 il revient chez Alfa Romeo où il sera nommé directeur général de Autodelta, atelier et écurie de compétition de la marque milanaise. Il sera à l'origine du retour d'Alfa Romeo en Formule 1 et dirigera le Département Courses jusqu'en 1985 quand il quittera la marque pour créer la société Motori Moderni, qui fournira les moteurs à nombre de constructeurs et notamment l'écurie de Formule 1 Minardi.
Parmi les plus belles réalisations dues à l'ingénieur Carlo Chiti on peut citer la Ferrari 156 F1 et l’Alfa Romeo 33 Stradale.